# Adjumani (district)
Le district d'Adjumani est un district du nord-ouest de l'Ouganda. Sa capitale est Adjumani.

## Histoire
Ce district a été créé en 1997 par séparation de la partie orientale de celui de Moyo.